# Steinkohleeinheit
Die Steinkohleeinheit (SKE) ist eine hauptsächlich in Mitteleuropa gebräuchliche, allerdings nicht gesetzliche Maßeinheit für den Vergleich des Energiegehaltes von Primärenergieträgern. International ist die Öleinheit gebräuchlicher, die SKE wird man daher in englischen Texten kaum finden.
1 kg SKE entspricht der Energiemenge, die beim Verbrennen von 1 Kilogramm (kg) einer (hypothetischen) Steinkohle mit einem Heizwert von exakt 7.000 kcal/kg frei wird; die analog hierzu gebildete Tonne SKE (t SKE) ist ebenfalls üblich.
1 kg SKE = 7.000 kcalIT = 29,3076 MJ = 8,141 kWh = 0,7 ÖE (kg Öleinheit)
Die Steinkohleeinheit wurde für Vergleichszwecke eingeführt und dabei willkürlich an einer realistischen – etwa durchschnittlichen – Steinkohlequalität festgelegt, die einen Heizwert mit einem tausender-runden Wert in Kilokalorien hat. Die Steinkohleeinheit  erlaubt – nach Analyse der Qualität der angelieferten Chargen Brennstoff – etwa den Lagerstand eines Wärmekraftwerks, das Kohle und Öl verfeuern kann, anschaulich und gut vergleichbar anzugeben. Beispielsweise „1200 t SKE Steinkohle, 340 t SKE Braunkohle und 560 t SKE Heizöl schwer, also in Summe 2100 t SKE“. Gleiches gilt für Einkaufspreise und Wirkungsgradermittlungen.

## Tabellarische Übersicht
Die folgende Tabelle enthält mitunter ungefähre Werte von Brennstoffen von durchschnittlicher Qualität, die etwa als Richtwerte von Technikern verwendet werden. Besonders stark schwankt der Heizwert von Braunkohle je nach Herkunft. Bei Erdgas sind 2 unterschiedliche Qualitäten standardisiert (L(ow) und H(igh)). Brennholz kann feucht und trocken, hart und weich sein.
| Brennstoff                           | Heizwert in kg SKE |
| ------------------------------------ | ------------------ |
| 1 kg Flüssiggas                      | 1,60               |
| 1 kg Benzin                          | 1,486              |
| 1 kg Rohöl                           | 1,428              |
| 1 Liter Rohöl (d = 0,857 kg/L)       | 1,224              |
| 1 m³ Erdgas (im Wesentlichen Methan) | 1,083              |
| 1 kg Steinkohle                      | 1,016              |
| 1 kg Petrolkoks                      | 1,000              |
| 1 kg Steinkohlenkoks                 | 0,97               |
| 1 kg Pechkohle                       | 0,71               |
| 1 kg Braunkohlenbriketts             | 0,6570             |
| 1 m³ Kokereigas                      | 0,57               |
| 1 m³ Grubengas                       | 0,57               |
| 1 kg Brennholz                       | 0,500              |
| 1 kg Ersatzbrennstoff (aus Abfall)   | 0,375              |
| 1 kg Braunkohle                      | 0,290              |